# MET Group
Die MET Group ist ein europäisches Energieunternehmen mit Sitz im zentralschweizerischen Baar im Kanton Zug. Sie ist eine Aktiengesellschaft mit Holdingstruktur und hat sich auf Erdgas, Strom und Flüssigerdgas spezialisiert und konzentriert sich auf den Großhandel mit verschiedenen Rohstoffen, den Handel und den Vertrieb sowie auf Energieinfrastruktur und Industrieanlagen. Die MET Group ist in 14 Ländern durch Tochtergesellschaften sowie auf 30 nationalen Gasmärkten und 22 internationalen Handelsplätzen vertreten. MET befindet sich seit November 2022 zu 90 % im Besitz ihrer Mitarbeiter und zu 10 % im Besitz der Keppel Infrastructure, einer Tochterfirma von Keppel Corporation.
Im Jahr 2022 betrug der konsolidierte Umsatz der MET Group 41,5 Milliarden Euro, das Volumen des gehandelten Erdgases lag bei 109 Milliarden Kubikmetern.

## Geschichte
Die MET Group wurde im Jahr 2007 von Benjamin Lakatos gegründet. Der Name des Unternehmens ist eine Abkürzung für MOL Energy Trading, da Lakatos bis dahin Leiter der Handelsabteilung des ungarischen Mineralkonzerns MOL war.
2018 kaufte Lakatos mithilfe eines Kredits der ING-Bank die bisherigen Aktionäre MOL und die Private-Equity-Firma WISD Holding (György Nagy), die bis dahin eine Mehrheit hielten, aus. Somit hielt er 80 % des Unternehmens und 20 % die Schlüsselmanager. Das Unternehmen wurde dann in ein Unternehmen im Besitz des Managements umgewandelt. Die Gruppe ist im Besitz der MET Capital Partners AG, einer neu registrierten Investmentplattform von Lakatos. Die Manager beteiligen sich über ein Aktienprogramm, der MET ManCo AG. Im Jahr 2020 übernahm Keppel Infrastructure, eine Tochterfirma der Keppel Corporation, einen Anteil von 20 % an der MET Group. Die beiden Unternehmen gingen eine strategische Partnerschaft ein, um gemeinsam Investitionsmöglichkeiten mit Schwerpunkt auf europäischen Energieinfrastrukturanlagen zu prüfen. Im November 2022 verkaufte Keppel Infrastructure die Hälfte seiner Anteile, sodass nun 90 % der Unternehmensanteile von den Mitarbeitern gehalten werden. Am 30. November 2022 wurde Benjamin Lakatos zum Verwaltungsratspräsidenten gewählt, nachdem Csaba Lantos von dem Posten zurückgetreten war.
Im Juni 2023 wurde die MET Green Assets Holding in der Schweiz gegründet, unter der alle MET-Anlagen für erneuerbare Energien zusammengefasst sind.

## Geschäftsbereiche
Das Unternehmen hat vier große Abteilungen: Handel und Großhandel, Verkauf in Europa, Flexible Energieanlagen und den neu geschaffenen Bereich Erneuerbare Energien.
Die Produkte konzentrieren sich auf die Bereiche Erdgas, Strom und LNG (Flüssigerdgas).

### Erdgas
Anfangs konzentrierte sich die MET Group hauptsächlich auf den Großhandel von Erdgas. Mit einem Anteil von rund 70 % ist das Erdgas der wichtigste Geschäftsbereich, rund 8 % des Verbrauchs in Kontinentaleuropa gingen über die MET Group. Sie versorgt damit Partner von KMU und Industrieunternehmen bis hin zu Kommunen und anderen Großhandels- und Handelsunternehmen. Im Jahr 2022 betrug das Volumen des gelieferten Erdgases mehr als 109 Milliarden Kubikmeter.
Am 19. November 2020 übernahm die MET Group das Gasspeichergeschäft der Gas-Union GmbH in Deutschland. Somit verfügt sie auch über eine eigene Gasinfrastruktur in unterirdischen Gasspeichern.

### Strom
2013 stieg die MET Group auch in das Stromsegment ein. Im Jahr 2014 erwarb sie das Kraftwerk Dunamenti in Ungarn und erweiterte damit ihre Aktivitäten auf die Stromerzeugung.
Die MET Group liefert Strom an Endkunden in Italien, in der Slowakei, in Ungarn, Kroatien, Rumänien, Bulgarien, Deutschland, Spanien und Frankreich. Mittlerweile betrachtet sie die Stromerzeugung aus erneuerbaren Energien als Kernstück ihrer künftigen Aktivitäten in der Stromerzeugung und erweiterte das Unternehmen um die Abteilung „Green Assets“. 2018 eröffnete sie für ihr erstes Projekt für erneuerbare Energien den „MET Dunai Solar Park“ in Szazhalombatta (Ungarn). Die Anlage produziert Strom für fast 9000 Haushalte. 2020 wurde der zweite Solarpark, der „MET Kabai Solar Park“ in Kaba, Ungarn eröffnet, der mehr als 23 000 Haushalte mit Strom versorgen soll. 2021 erwarb die MET Group ebenfalls den Black Sea Windpark und den Windpark Suvorovo in Bulgarien, womit sie 15 % des Strombedarfs in Bulgarien abdeckt. 2023 erwarb das Unternehmen ebenso ein Solarprojekt in Mecklenburg-Vorpommern und trat in den deutschen Markt für erneuerbare Energien ein.

### LNG (Liquified Natural Gas)
Im Flüssigerdgas-Sektor konzentriert sich die MET Group auf den Import, hauptsächlich zu seinen Vertriebsregionen in Kroatien und im weiteren Mittelmeerraum aufgrund der hohen Vorleistungsnachfrage in Spanien, Italien, Bulgarien und in der Türkei. Zudem importiert das Unternehmen LNG nach Belgien, Großbritannien und Deutschland. Das gesamte Flüssigerdgasgeschäft wird über die MET International AG abgewickelt.

## Unternehmensstruktur
CEO und Vorstandsvorsitzender der MET Group ist Benjamin Lakatos seit seiner Gründung des Unternehmens 2007. Jan Massmann ist stellvertretender Vorstandsvorsitzender der MET Group. Er war vorher CEO der MET International AG. Einfache Mitglieder im Vorstand sind Peter Pozsgai, Bence Novak und Johannes Niemetz. Klaus Reinisch ist seit 1. Dezember 2020 CSO der MET Group und Sven Kirch seit 1. Januar 2022 CFO.
Vorsitzender des Aufsichtsrates ist seit 2022 ebenfalls Lakatos. Weitere Mitglieder des Aufsichtsrates sind Jean-François Cirelli, Charles-Eduard van Rossum, Sven Kirch, Cindy Lim und Janice Bong.
Im Jahr 2022 betrug der konsolidierte Umsatz der MET Group 41,5 Milliarden Euro und das Unternehmen beschäftigte über 800 Mitarbeiter. Es handelte 109 Milliarden Kubikmeter Gas und 67 Terawattstunden Strom.

### Standorte
Die MET Group ist in 14 Ländern mit Tochtergesellschaften aktiv sowie auf 30 nationalen Gasmärkten und 22 internationalen Handelsmärkten vertreten. Für den internationalen Verkauf von Gas wurde 2010 die MET International AG (METI) mit Sitz in der Schweiz gegründet.
- Ungarn: MET Magyarország Zrt., MET Asset Management Support Zrt., E2 Hungary, MET Services Ltd., MET Hungary Solar Park Ltd., Dunamenti Erőmű Zrt. und MET Green Assets Operations Zrt.
- Schweiz: MET Holding AG, MET International AG, MET Gas and Energy Marketing AG, MET Asset Management Holding AG und MET Petroleum AG und MET Green Assets Holding AG
- Österreich: MET Austria Energy Trade GmbH
- Bosnien-Herzegowina: MET SRB D.o.o.
- Bulgarien: MET Energy Trading Bulgaria EAD und MET Black Sea Wind Parks EOOD und MET Suvorovo Wind Park EOOD
- Kroatien: MET Croatia Energy Trade D.o.o.
- Deutschland: MET Germany GmbH, MET Speicher GmbH und MET Germany Holding GmbH
- Frankreich: MET Energie France SAS
- Italien: MET Energia Italia S.p.A.
- Rumänien: MET Romania Energy SA
- Serbien: MET SRB D.o.o. und PEPO Energy D.o.o.
- Slowakei: MET Slovakia A.s.
- Spanien: MET Energía España, S.A.U. und CogenEnergía España, S.L.U.
- Türkei: MET Turkey Enerji Ticaret Anonim Şirketi
- Ukraine: MET Ukraine LLC
- Belgien, Bosnien-Herzegowina, Tschechien, Dänemark, Frankreich, Griechenland, Litauen, Luxemburg, Moldawien, Nord-Mazedonien, Polen, Slowenien, Niederlande und Vereinigtes Königreich sind Verkaufsregionen der MET International AG.[28]

## Kritik
Obwohl der Erdgaskurs 2019 sehr tief lag, erwirtschaftete die MET Group im Geschäftsjahr einen Umsatz von rund 11,7 Milliarden Euro. Public Eye äußerte den Verdacht, dass die Firma nicht genügend Transparenz bei ihren Finanzunterlagen zulässt. Sie vermuteten, dass ihr Standort in der Schweiz nur zum Zweck dient, das Geld von russischen und ungarischen Oligarchen zu waschen. 2016 sagte der CEO der MET International AG, Jan Massmann, der Erdgaskurs habe nichts mit dem Umsatz der MET Group zu tun, denn die Firma verdiene ihr Geld nicht durch die Produktion von Erdgas. Sie vermittle lediglich das Erdgas an ihre Kunden und die Kosten für diese Dienstleistung seien immer die gleichen.